# 35xxxv
35xxxv è il settimo album del gruppo rock giapponese One Ok Rock, pubblicato l'11 febbraio 2015.
Il 25 settembre 2015 è stata pubblicata una versione alternativa dell'album dal titolo 35xxxv Deluxe Edition, contenente le tracce in lingua inglese e due canzoni esclusive non presenti nella versione originale.

## Tracce

### Edizione standard
1. "3xxxv5" - 1:41
2. "Take Me to the Top" - 3:15
3. "Cry Out" - 3:48
4. "Suddenly" - 3:03
5. "Mighty Long Fall" - 4:03
6. "Heartache" - 4:24
7. "Memories" - 3:21
8. "Decision" - 3:44
9. "Paper Planes" - 3:20
10. "Good Goodbye" - 3:44
11. "One by One" - 3:39
12. "Stuck in the Middle" - 3:32
13. "Fight the Night" - 4:16

### Deluxe Edition
La Deluxe Edition, oltre alle sopracitate tredici tracce, ne contiene due in più: "Last Dance" e "The Way Back".